# アリエル大学
アリエル大学（アリエルだいがく、英語: Ariel University、公用語表記: אוניברסיטת אריאל）は、アリエルに本部を置くイスラエルの公立大学。1982年創立、1982年大学設置。大学の略称はアリエル大学。
ヨルダン川西岸地区のユダヤ人入植地であるアリエルに存在する公立大学である。総長はモーシェ・アレンス。学長はかつて駐日イスラエル大使を務めたエリ・コーヘン。学生数は2014年現在14000人ほどである。アラブ系イスラエル人の学生も多い。
大学は、イスラエルでも有数の大学であるとされているが、この大学の存在についてはイスラエルが占領してつくった入植地に建設した大学であることから議論の対象となっている。
イスラエル国内の大学教授によるボイコット運動も起きている。